# Роне, Морис
Мори́с Роне́ (фр. Maurice Ronet, настоящее имя Мори́с Жюлье́н Мари́ Робине́ (фр. Maurice Julien Marie Robinet); 13 апреля 1927, Ницца — 14 марта 1983, Париж) — французский актёр и кинорежиссёр.

## Детство и годы обучения
Морис Жюльен Мари Робине родился 13 апреля 1927 года в Ницце. Единственный сын театральных актёров Эмиля Робине (сценический псевдоним Эмиль Роне) и Жильберты Дюбрёй (сценический псевдоним Пола Де Брёй), Морис с детства полюбил театр, увлекался литературой, занимался музыкой, живописью. Учился в Высшей национальной консерватории драматического искусства в Париже у Жана-Луи Барро.

## Творчество
Впервые Морис выступил на профессиональной сцене в Швейцарии в 1941 году в возрасте 14 лет в пьесе режиссёра Саша Гитри «Столик на двоих», в которой главные роли играли его родители-артисты. Примерно в это время по совету родителей берёт псевдоним. Дебют Мориса Роне на театральной сцене в Париже состоялся в 1947 году.
С 1947 года Морис Роне снимался в кино, первую заметную роль сыграл в 1948 году в фильме режиссёра Жака Беккера «Свидание в июле».
В 50-е годы Морис Роне снимался у режиссёров Кристиана-Жака, Ива Аллегре, Жана Древиля, в 50-е и 60-е годы — у Луи Маля, в четырёх картинах Клода Шаброля, у Марселя Карне, в 70-е годы — у Мишеля Девиля, Роже Вадима. Большими творческими удачами артиста стали роли убийцы Жюльена Тавернье в фильме Луи Маля «Лифт на эшафот» 1957 года и самоубийцы Алена Леруа в фильме того же режиссёра «Блуждающий огонёк» 1963 года. Также заметными работами артиста стали роли в фильмах «Колдунья» (1956), «Моё последнее танго» (1960), «Три комнаты на Манхэттене» (1965), «Скандал» (1967), «Кто?» (1970), «Рафаэль-развратник» (1971), «Ответ знает только ветер» (1974), «Ночь генерала Буланже» (1982).
Партнёршами Мориса Роне по съёмочной площадке выступали Роми Шнайдер, Жанна Моро, Даниэль Дарьё, Марина Влади, Анни Жирардо, Брижит Бардо, Сара Монтьель, Джейн Биркин, Джин Сиберг, Николь Курсель. В четырёх картинах Морис Роне снимался с Аленом Делоном («На ярком солнце», 1960, «Пропавший отряд», 1966, «Бассейн», 1969, «Смерть негодяя», 1977).
Снимался в качестве актёра более чем в 100 фильмах разных жанров в кино и на телевидении, исполняя как главные, так и второстепенные роли. Выступал актёр и в эпизодах, что давало ему возможность лучше узнать другие профессии и пригодилось впоследствии, когда Роне стал пробовать себя в качестве режиссёра.
Морис Роне выступил режиссёром и сценаристом фильмов «Вор из Тибидабо» (Le voleur de Tibidabo, 1965) и «Бартлби» (Bartleby, 1976), сценаристом фильмов «Мозамбик» (Mozambique, ТВ, 1973), «К острову драконов» (Vers l'île des dragons, документальный короткометражный, 1974), «Histoires insolites: Folies douces» (ТВ, 1979), «Таинственные истории Эдгара Аллана По: Золотой жук» (Histoires extraordinaires: Le scarabée d’or, ТВ, 1980).

## Последующие годы
Написал книгу-автобиографию под названием «Актёрское ремесло».
В 1966 году Морис Роне построил свой дом в коммуне Бонньё в департаменте Воклюз региона Прованс — Альпы — Лазурный Берег, в котором жил вплоть до своей смерти, приезжая в Париж только по работе. Последнее время был тяжело болен раком, но не сообщал о своей болезни даже родным, не желая их тревожить. Морис Роне скончался 14 марта 1983 года в парижской больнице, не дожив месяц до своего 56-летия.

## Семья
Был женат дважды. В 1950—1956 годах состоял в браке с Марией Паком.
С 1977 года и до смерти был женат на младшей дочери Чарли Чаплина актрисе Джозефине Чаплин, в 1980 году у них родился общий сын Жюльен.

## Избранная фильмография

### Актёр
- 1948 — / Crime à la clinique
- 1949 — Свидание в июле / Rendez-vous de juillet — Роже Мулен
- 1951 — Перфекционист / Un grand patron
- 1952 — Месть на рассвете / Revenge at Daybreak / La Jeune folle — Джим
- 1953 — Лукреция Борджиа / Lucrèce Borgia
- 1953 — Бесконечные горизонты / Horizons sans fin
- 1954 — Целитель / Le Guérisseur
- 1954 — Замки Испании / Тореро / El torero
- 1954 — Дом Рикорди / Casa Ricordi
- 1955 — Аристократы / The Aristocrats / Les Aristocrates — Кристоф де Конти
- 1956 — Колдунья / La Sorcière — инженер Лоран Брюлар (главная роль)
- 1956 — Каста Дива / Casta diva — Винченцо Беллини (главная роль)
- 1958 — И с гордостью её пишите имя[англ.] / Carve Her Name with Pride — Жак
- 1958 — Лифт на эшафот / Ascenseur pour l'échafaud — Жюльен Тавернье (главная роль)
- 1959 — Кармен из Ронды / Carmen la de Ronda  — Хосе (главная роль)
- 1960 — На ярком солнце / Plein Soleil — Филипп Гринлиф
- 1960 — Моё последнее танго / Mi último tango — Дарио Ледесма (главная роль)
- 1963 — Убийца / Le meurtrier — Вальтер Саккар
- 1963 — Блуждающий огонёк / Le Feu Follet — Ален Леруа (главная роль)
- 1963 — Касабланка — гнездо шпионов / Noches de Casablanca — Морис Дежарден (главная роль)
- 1963 — Победители / The Victors — французский лейтенант
- 1965 — Три комнаты на Манхэттене / Trois chambres à Manhattan — Франсуа (главная роль)
- 1966 — Пропавший отряд / Lost Command
- 1966 — Демаркационная линия / La Ligne de démarcation — Пьер де Данвиль (главная роль)
- 1967 — Дорога в Коринф / La Route De Corinthe — Декс
- 1967 — Скандал / The Champagne Murders / Le Scandale — Поль (главная роль)
- 1968 — Птицы летят умирать в Перу / Les Oiseaux vont mourir au Pérou — Райнер
- 1969 — Бассейн / La Piscine — Харри
- 1969 — Неверная жена / La femme infidèle — Виктор Пегала
- 1969 — Женщины / Les Femmes
- 1969 — Дельфина / Delphine
- 1969 — Алая женщина / La femme écarlate
- 1970 — Кто?[фр.] / Qui? / Die Geliebte des Anderen — Серж (главная роль)
- 1971 — Рафаэль-развратник / Raphael or the Debauched One / Raphaël ou le débauché — Рафаэль де Лоррис (главная роль)
- 1971 — Немножко, больше, страстно / Un peu, beaucoup, passionnément…
- 1971 — Дом под деревьями / La maison sous les arbres
- 1972 — Запах хищников / L’Odeur des fauves
- 1972 — Пляжи Этрета / Les Galets d'Étretat
- 1973 — Дон Жуан-73 / Don Juan '73 — Пьер Гонзаго (главная роль)
- 1973 — Без предупреждения / Sans Sommation — инспектор Рауль Мори (лейтенант Киефер) (главная роль)
- 1973 — Соблазнение / La Seduzione
- 1974 — Ответ знает только ветер / Die Antwort kennt nur der Wind / Seul le vent connaît la réponse — Робер Лукас (главная роль)
- 1974 — Марсельский контракт / The Marseille Contract — инспектор Бриак
- 1976 — Человек среди песков / L’homme de sable (ТВ) — архитектор Симон Дюрбен (главная роль)
- 1977 — Смерть негодяя / Mort D’Un Pourri — Филип Дюбай
- 1977 — Мадам Клод / Madame Claude
- 1979 — Кровное родство / Bloodline — Чарлз Мартин
- 1979 — Восточный экспресс / Orient-Express
- 1981 — Отчим / Beau-père — Шарли
- 1981 — Сфинкс / Sphinx
- 1982 — Красное утро / Un matin rouge
- 1982 — Осведомитель / La Balance — Роже Массина
- 1982 — Ночь генерала Буланже / La nuit du général Boulanger (ТВ) — генерал Жорж Буланже (главная роль)
- 1983 — Вечеринка с сюрпризом / Surprise Party

### Режиссёр и сценарист
- 1965 — Вор из Тибидабо / Le voleur de Tibidabo
- 1976 — Бартлби / Bartleby

Режиссёр, сценарист и оператор
- 1973 — К острову драконов / Vers l'île des dragons (документальный короткометражный фильм)

### Сценарист
- 1973 — Мозамбик / Mozambique (ТВ)
- 1979 — / Histoires insolites: Folies douces (ТВ)
- 1980 — Таинственные истории Эдгара Аллана По: Золотой жук / Histoires extraordinaires: Le scarabée d’or (ТВ)

### Театр, режиссёр
- 1946 — / Mala de Jean Laugier (мизансцены 1-го действия, Théâtre Albert)
- 1952 — / Un beau dimanche Жана-Пьера Омона (Théâtre de la Michodière, Théâtre des Célestins)

## Награды и премии
- 1964 — приз Французской киноакадемии «Хрустальная звезда» в номинации «Лучший актёр года» (за роль Алена Леруа в фильме режиссёра Луи Маля «Блуждающий огонёк»)
- 1967 — приз «Серебряная раковина» Международного кинофестиваля в Сан-Себастьяне в номинации «Лучший актёр» (за роль Поля в фильме режиссёра Клода Шаброля «Скандал»)
- 1973 — вторая премия Национального киноцентра (за режиссёрскую работу в документальном короткометражном телефильме «К острову драконов»)
- 1977 — приз Католического киноуправления и приз ЮНЕСКО (Монако) (за режиссёрскую работу в художественном кинофильме «Бартлби»)